# Морківниця
Морківниця або морковниця (Astrodaucus) — рід рослин родини окружкові (Apiaceae).

## Поширення
Рід містить три види, що поширені у Південній та Східній Європі та Південно-Західній Азії (зірочкою позначені види, що зростають в Україні): 
- Astrodaucus littoralis — морківниця узбережна *
- Astrodaucus orientalis — морківниця східна *
- Astrodaucus persicus